# Văn hóa Ả Rập
Văn hoá Ả Rập được xem là văn hóa của các quốc gia có ngôn ngữ chính thức là tiếng Ả Rập (mặc dù ở một vài nước thì nó là ngôn ngữ thiểu số), và các lãnh đạo phương Tây và học giả sử dụng để gọi chung là "Các nước Ả Rập" của Tây Á và Bắc Phi, từ Maroc cho tới Biển Ả Rập. Ngôn ngữ văn học, ẩm thực, nghệ thuật, kiến trúc, âm nhạc, tâm linh, triết lý, thần bí,... đều là một phần của di sản văn hóa của các khối quốc gia Ả Rập.
Thế giới Ả Rập là đôi khi chia ra thành những khu vực riêng biệt, bao gồm cả Nile (gồm có Ai Cập và Sudan), Al-Maghrib Al-Thổ (bao gồm Libya, Tunisia, Algérie, Maroc và Mauritanie), Trăng lưỡi liềm Màu mỡ (bao gồm Iraq, Liban, Syria, Palestine và Jordan) và bán đảo Ả Rập (bao gồm nam Iraq, Jordan, Kuwait, Bahrain, Qatar, Ả Rập Xê Út, Oman và Các Tiểu vương quốc Ả Rập Thống nhất) và bán đảo Ả Rập ' s Al-Janoub Al-Arabi (bao gồm Yemen và Oman).
Văn hoá Ả Rập được chia thành ba phần chính, văn hóa đô thị (Al-Mudun), văn hoá nông thôn (Ar-san Hoo), và văn hoá du mục (Al-Badow). Thông thường, hầu hết các nước Ả rập của Vịnh ba Tư, cùng với các phần của Jordan và Iraq, được coi là Badow (Bedouins). Những vùng nông thôn của các nước khác, chẳng hạn như Palestine, Syria, Lebanon, Iraq, Algeria và Tunisia được coi là nền văn hoá nông thôn. Thành phố của họ thì được coi là văn hóa đô thị. Trong thực tế, hầu hết các thành phố lớn của Ả Rập được công nhận là văn hóa đô thị, giống như Jaffa (Israel "trước kia"), Cairo, Jerusalem, Beirut, Ở Alexandria, Damascus. Levant, đặc biệt là Palestine, Lebanon, Syria cũng như Ai Cập có lịch sử lâu dài của nền văn hoá đô thị.

## Văn học
Văn học Ả Rập là được tạo ra bằng việc viết, cả văn xuôi và thơ ca, bởi những người nói tiếng Ả Rập. Nó không bao gồm việc dùng bảng chữ cái Ả Rập để viết, như là văn học Ba Tư và Urdu. Từ ngữ Ả Rập được sử dụng cho văn học gọi là adab, nguồn gốc từ một từ có nghĩa là "để mời ai đó cho bữa ăn", và nó có ngụ ý lịch sự, văn hóa và phong phú. Văn học Ả Rập đã xuất hiện trong thế kỷ thứ VI, với những mảnh vỡ của ngôn ngữ viết xuất hiện trước đó. Từ thế kỷ thứ VII, kinh Koran đã có ảnh hưởng lớn và lâu đời nhất lên văn hóa Ả Rập và văn học. Al-Khansa, một nhà thơ Ả Rập rất được đón nhận và là đồng nghiệp nữ của Muhammad.

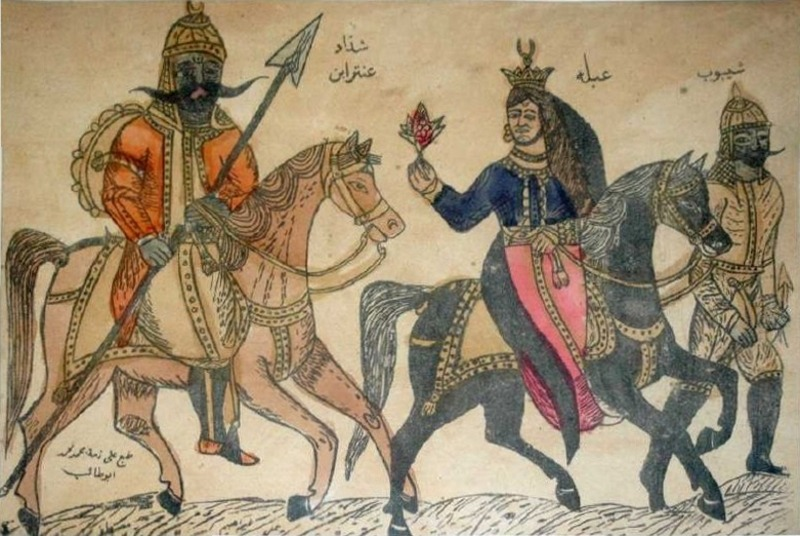
Antara và Abla, phiên bản Romeo và Juliet của Ả Rập

### Mu'allaqat
Mu'allaqat (tiếng Ả Rập: المعلقات, phát âm tiếng Ả Rập: [al-muʕallaqaːt]) là tên của một loạt 7 bài thơ Ả Rập hay còn gọi "qasida", có nguồn gốc trước cả thời gian của đạo Hồi. Mỗi bài thơ trong bộ có một tác giả khác nhau, và được coi là tác phẩm tốt nhất họ từng làm. Mu'allaqat có nghĩa là "Những bài thơ ngắn bị gián đoạn" hoặc "Những bài thơ treo," và nó đến từ việc chúng bị treo trên bức tường ở Kaaba tại Mecca.
Bảy tác giả, những người trong khoảng thời gian 100 năm, là Imru' al-Qais, Tarafa, Zuhayr, Labīd, 'Antara Ibn Shaddad, 'Amr ibn Kulthum, và Harith ibn Hilliza. Tất cả Mu'allaqats chứa những câu chuyện từ cuộc sống tác giả và việc chính trị của các bộ lạc. Bởi vì thơ đã được sử dụng trong khoảng thời trước khi có đạo Hồi để quảng bá sức mạnh cho các vị vua bộ lạc, sự giàu có và dân tộc.
Nghìn Lẻ Một Đêm (tiếng Ba Tư: هزار و یک شب) là một bộ sưu tập truyện dân gian thời trung cổ kể về những câu chuyện của Scheherazade (trong tiếng Ba Tư: Šahrzād شهرزاد), Nữ hoàng Sassanid, người có liên quan đến một loạt các câu truyện về người chồng độc ác, Vua Shahryar (Šahryār), để hoãn lại bản án dành cho mình. Những câu chuyện được kể trong một khoảng thời gian một ngàn lẻ một đêm, và mỗi đêm, Nữ hoàng sẽ kết thúc câu truyện với một tâm trạng hồi hộp, buộc Đức Vua phải giữ cho cô ấy sống qua đến ngày khác. Những câu chuyện cá nhân, đã được tạo ra qua nhiều thế kỷ bởi rất nhiều người từ những vùng đất khác nhau.
Trung tâm của bộ sưu tập được hình thành bởi cuốn sách của Pahlavi Sassanid Persian có tên là Hazār Afsānah, (Thounsand Myths, tiếng Ba Tư: هزار افسانه), một bộ sưu tập của những câu chuyện cổ đại dân gian Ấn Độ và Ba Tư.
Trong triều đại của vua Abbasid Caliph Harun al-Rashid vào thế kỷ VIII, Baghdad đã trở thành một thành phố quan trọng của thế giới. Thương nhân từ Ba Tư, Trung Quốc, Ấn Độ, Châu Phi và Châu Âu đều được tìm thấy ở Baghdad. Trong thời gian này, nhiều câu chuyện kể là những câu chuyện dân gian ban đầu được cho là đã được thu thập bằng miệng trong nhiều năm và sau đó được biên soạn thành một cuốn sách. Người biên dịch và dịch giả của thế kỷ thứ IX sang tiếng Ả Rập nổi tiếng là người kể chuyện Abu Abd-Allah Muhammad el-Gahshigar. Kết cấu câu chuyện của Shahrzad dường như đã được thêm vào thế kỷ XIV.

## Âm nhạc

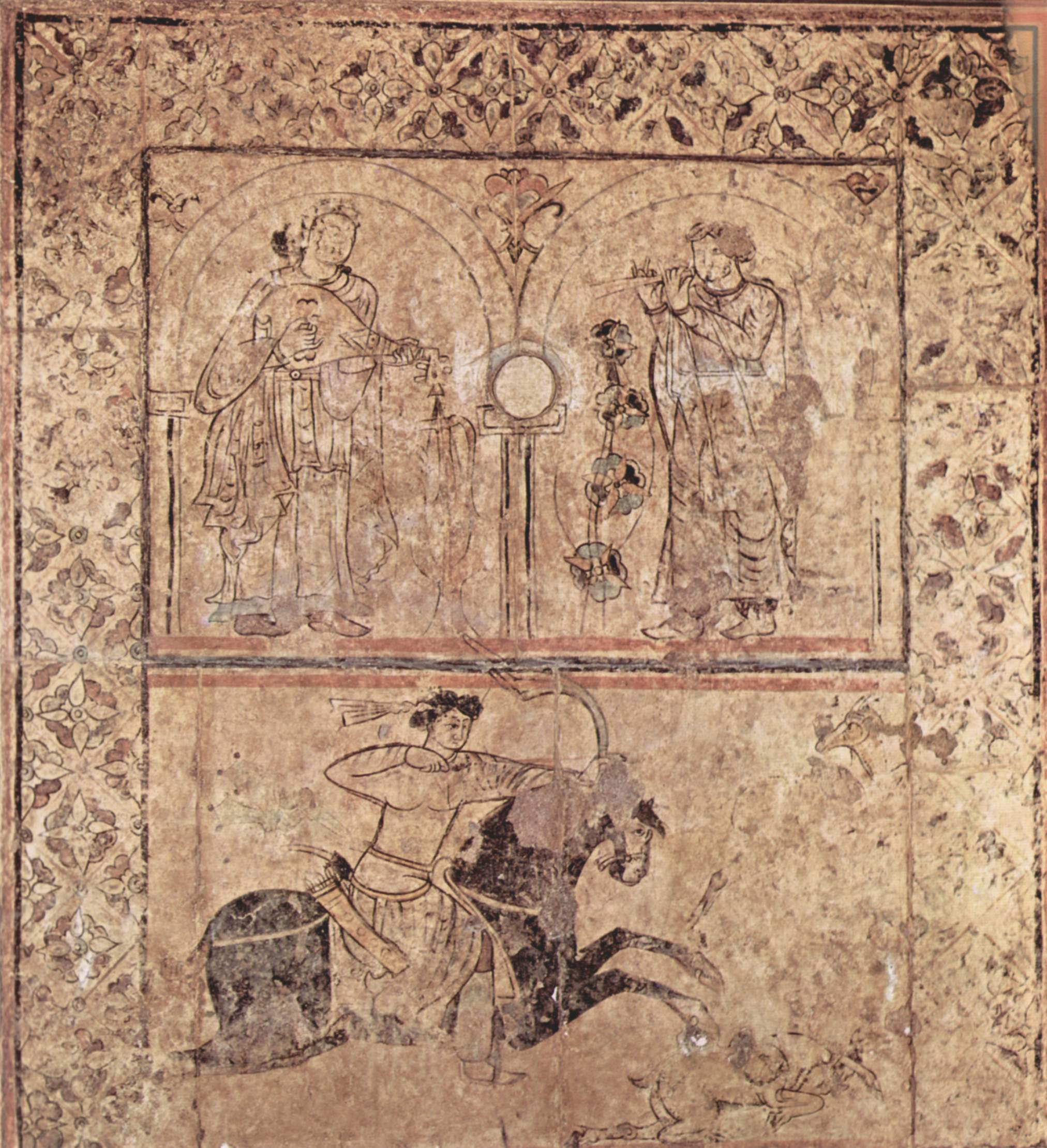
Bức bích họa từ Qasr al-Hayr al-Gharbî, Syria, Cung điện vua Ummayad, được xây dựng vào những năm đầu thế kỷ thứ VII

Âm nhạc Ả Rập là âm nhạc của người Ả Rập, đặc biệt là những người tập trung xung quanh bán đảo Ả Rập. Thế giới của âm nhạc Ả Rập từ lâu đã được Cairo, một trung tâm văn hoá thống trị, mặc dù sự đổi mới trong âm nhạc và phong cách của khu vực từ Tunisia đến Ả-rập Xê-út. Beirut, trong những năm gần đây, cũng trở thành một trung tâm chính của âm nhạc Ả Rập. Nhạc Ả Rập cổ điển rất phổ biến trên khắp quần chúng, đặc biệt là một số lượng nhỏ các siêu sao nổi tiếng khắp thế giới Ả rập. Các phong cách âm nhạc phổ biến trong khu vực bao gồm el Maqaam của Iraq, Algeria raï, Kuwaiti sawt và Egyptian el gil.
"Phong cách phổ biến được phát triển thường được gọi là 'Hồi giáo' hay 'Ả Rập', mặc dù trên thực tế nó vượt qua ranh giới tôn giáo, dân tộc, địa lý và ngôn ngữ" và nó được gợi ý rằng nó được gọi là phong cách Cận Đông (từ Ma-rốc đến Ấn Độ) (Van der Merwe, Peter 1989, trang 9).

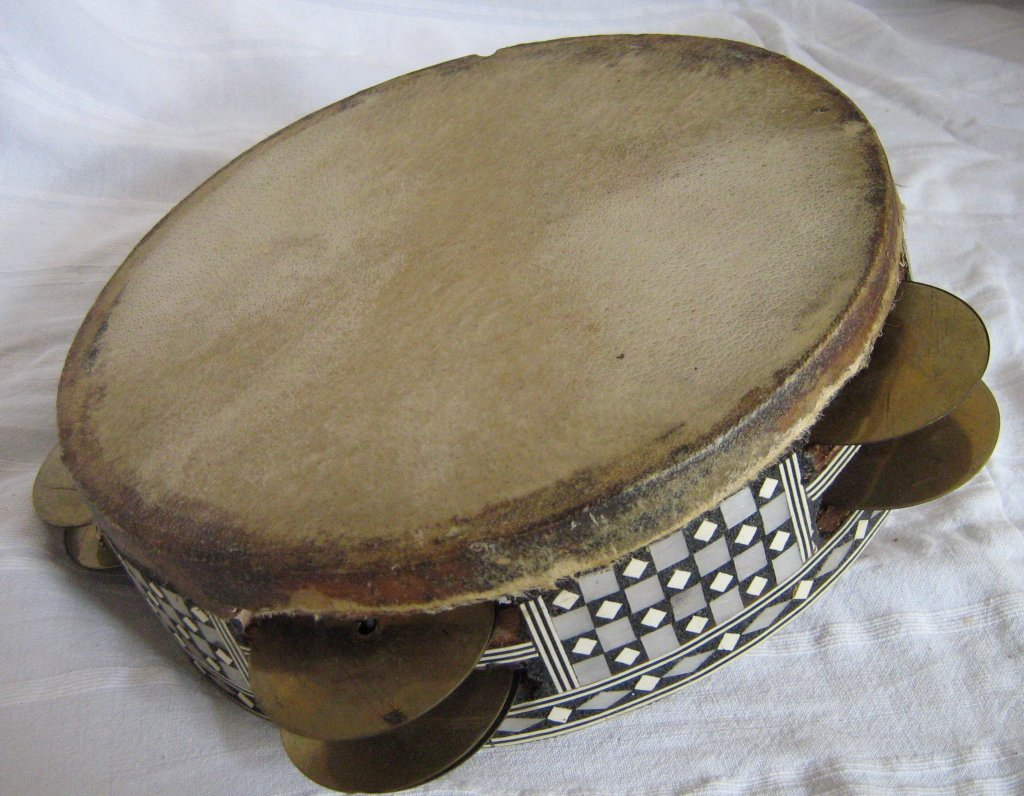
Đạo cụ Riq được sử dụng rộng rãi trong âm nhạc Ả Rập.

## Truyền thông

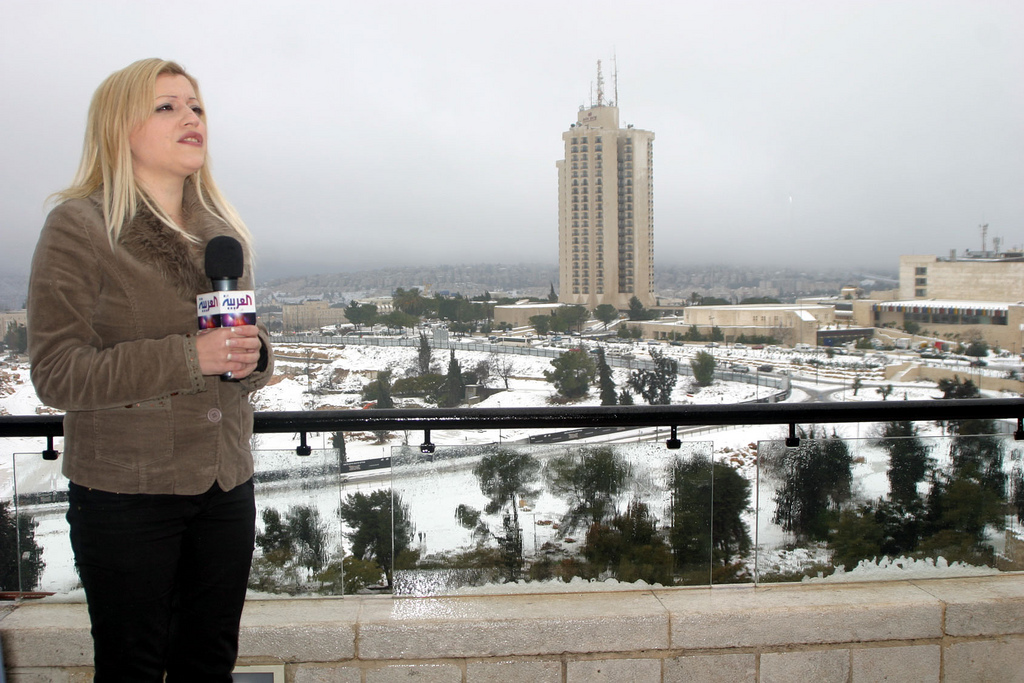
Một mỏ neo trên sóng truyền hình Al-Arabiya, ở Jerusalem

Trước kỷ nguyên Hồi giáo, thơ đã được coi là phương tiện truyền thông chủ yếu trên bán đảo Ả-rập. Nó liên quan đến thành tích của các bộ lạc và thất bại của kẻ thù và cũng là công cụ tuyên truyền. Sau khi sự xuất hiện của Hồi giáo các hình thức giao tiếp khác thay thế thơ là hình thức truyền thông chủ yếu. Imam (nhà giảng đạo) đóng một vai trò trong việc phổ biến thông tin và tin tức liên quan từ chính quyền cho người dân. Các tin đồn suq hoặc thị trường và mối quan hệ giữa các cá nhân đóng một vai trò quan trọng trong việc truyền bá tin tức, và hình thức truyền thông giữa người Ả Rập vẫn tiếp tục ngày hôm nay. Trước khi giới thiệu báo chí, người Hồi giáo đã thu được hầu hết tin tức của họ từ những người Hồi giáo tại nhà thờ Hồi giáo, bạn bè hoặc trên thị trường. Quyền hạn thuộc địa và các Nhà truyền giáo Kitô giáo ở Li Băng chịu trách nhiệm giới thiệu báo in. Cho đến thế kỷ XIX những tờ báo đầu tiên bắt đầu xuất hiện, chủ yếu ở Ai Cập và Li Băng, nơi có nhiều tờ báo nhất trên đầu người.
Trong thời kỳ cai trị của Pháp tại Ai Cập trong thời của Napoleon Bonaparte, tờ báo đầu tiên được xuất bản, bằng tiếng Pháp. Có một cuộc tranh luận về việc khi tờ báo tiếng Arập đầu tiên được xuất bản; Theo các học giả Ả Rập, Abu Bakr, theo các nhà nghiên cứu khác, đó là Al Tanbeeh (1800), xuất bản ở Ai Cập, hay đó là Junral Al Iraq (1816), xuất bản ở Irac. Vào giữa thế kỷ XIX, đế chế Thổ Nhĩ Kỳ thống trị báo chí đầu tiên. Ở các nước Bắc Phi gồm Morocco, Tunisia và Algeria sức mạnh thuộc địa của Pháp đã xây dựng một liên kết báo chí giữa các quốc gia đại lục.

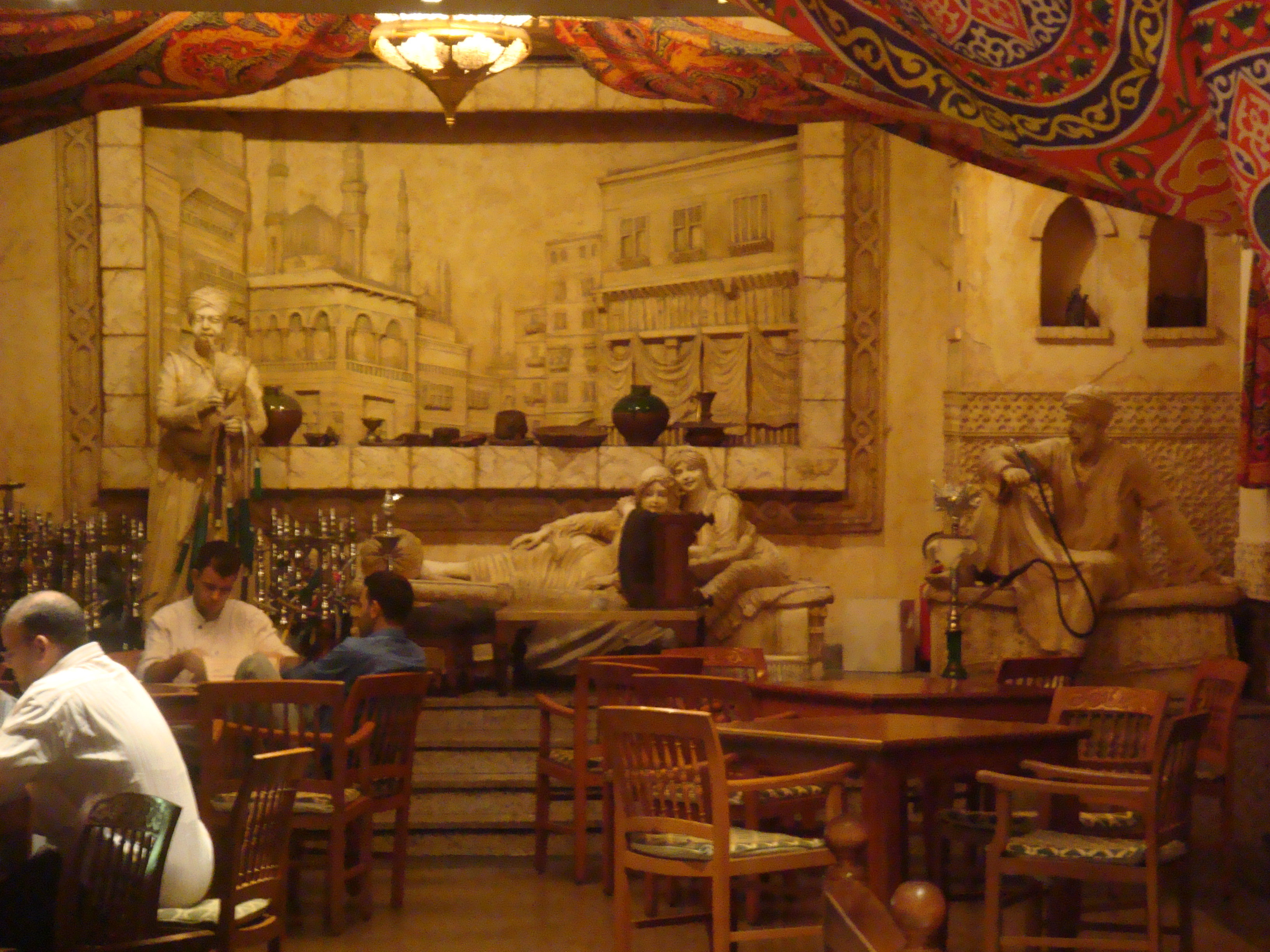
Một quán cà phê ở Cairo

Mỗi quốc gia hoặc khu vực trong thế giới Ả rập có nhiều ngôn ngữ thông tục khác nhau được sử dụng cho bài phát biểu hàng ngày, tuy nhiên sự hiện diện của nó trong thế giới truyền thông là không được khuyến khích. Trước khi thành lập Modern Standard Arabic (MSA), trong thế kỷ XIX, ngôn ngữ của các phương tiện truyền thông đã được cách điệu và giống với ngôn ngữ văn học thời đó, chứng minh là không có hiệu quả trong việc chuyển tiếp thông tin. Hiện tại, MSA được sử dụng bởi các phương tiện truyền thông Ả Rập, bao gồm báo chí, sách và một số đài truyền hình, ngoài tất cả các văn bản chính thức. Tuy nhiên, tiếng bản địa đôi lúc có mặt trong một số hình thức truyền thông như nghệ thuật châm biếm, phim truyền hình, video âm nhạc và các chương trình địa phương khác.

### Giá trị của truyền thông
Đạo đức báo chí là một hệ thống các giá trị xác định những gì tạo thành báo chí "tốt" và "xấu". Một hệ thống các giá trị truyền thông bao gồm và được xây dựng bởi các quyết định của các nhà báo và các nhà làm phim khác về các vấn đề như "thông tin mới", cách sắp xếp tin tức, và để quan sát "đường đỏ". Một hệ thống giá trị khác nhau theo không gian và thời gian, và được gắn kết trong các cấu trúc xã hội, chính trị và kinh tế hiện có trong một xã hội. William Rugh tuyên bố: "Có một mối quan hệ thân tình, hữu cơ giữa các cơ quan truyền thông và xã hội theo cách mà các tổ chức này được tổ chức và kiểm soát, không thể nào tổ chức và xã hội mà nó hoạt động có thể được hiểu một cách đúng đắn mà không có sự tham chiếu của bên kia. Chắc chắn là đúng trong thế giới Ả Rập. " Các giá trị truyền thông trong thế giới Ả rập thay đổi giữa và trong các quốc gia. Theo những lời của Lawrence Pintak và Jeremy Ginges, "Phương tiện truyền thông Ả Rập không phải là một khối đá."

### Báo chí
Ở hầu hết các nước Ả Rập, không thể xuất bản tạp chí khi không có giấy phép do chính phủ cấp. Tạp chí trong thế giới Ả Rập, giống như nhiều tạp chí ở phương Tây, đang hướng tới phụ nữ. Tuy nhiên, số lượng tạp chí ở Ả Rập nhỏ hơn đáng kể so với các nước phương Tây. Họ cũng không được điều khiển quảng cáo như phương Tây. Các nhà quảng cáo gây quỹ cho hầu hết các tạp chí phương Tây để tồn tại. Do đó, việc nhấn mạnh ít hơn vào quảng cáo trong thế giới Ả Rập được trưng bày trong các số tạp chí ít.

### Internet
Internet trong thế giới Ả Rập là một nguồn quyền lực của biểu hiện và thông tin mạnh mẽ như ở những nơi khác trên thế giới. Trong khi một số người tin rằng nó là một báo hiệu của sự tự do trong các phương tiện truyền thông tới Trung Đông, một số khác lại cho rằng đây là một dạng phương tiện kiểm duyệt mới. Cả hai đều đúng. Internet đã tạo ra một sân chơi mới để thảo luận và phổ biến thông tin cho thế giới Ả Rập giống như các nơi khác trên thế giới. Dặc biệt là giới trẻ truy cập và sử dụng các công cụ. Mọi người được khuyến khích và có thể tham gia thảo luận chính trị và phê bình theo cách mà trước đây không thể thực hiện được. Những người đó cũng bị làm cho thoái chí và bị ngăn cản từ những cuộc tranh luận,vì các chế độ khác nhau cố gắng hạn chế truy cập dựa trên sự phản đối tôn giáo và nhà nước đối với một số tài liệu nhất định.
Những nỗ lực của các chế độ khác nhau để kiểm soát thông tin đều tan rã dần. Những chiến đấu tội phạm trực tuyến đã phát minh ra phương pháp theo dõi và bắt giam bọn tội phạm. Thật không may những công cụ này cũng được sử dụng để bắt giữ các blogger và những ai chỉ muốn được lắng nghe. Internet là một nguồn thông tin rộng lớn và dường như vô tận. Người Ả Rập đang sử dụng nó nhiều hơn thế giới có lẽ nhận thức được và nó đang thay đổi phương tiện truyền thông.

## Xã hội
Sự trung thành của xã hội có tầm quan trọng rất lớn trong văn hoá Ả Rập. Gia đình là một trong những khía cạnh quan trọng nhất của xã hội Ả Rập. Trong khi sự tự tin, cá tính và trách nhiệm được cha mẹ người Ả Rập dạy cho con cái họ, thì lòng trung thành gia đình là bài học lớn nhất được dạy trong mỗi nhà. "Khác với chủ nghĩa cá nhân cực đoan mà chúng ta thấy ở Bắc Mỹ (mỗi người chỉ nghĩ cho bản thân, quyền cá nhân, các gia đình sống xa cách họ hàng...), xã hội Ả Rập nhấn mạnh tầm quan trọng của nhóm. Văn hoá của họ dạy rằng nhu cầu của một nhóm quan trọng hơn các nhu cầu của một người. " Trong các bộ lạc Bedouin của Ả-rập Xê-út, "những cảm xúc mãnh liệt của lòng trung thành và lệ thuộc được nuôi dưỡng và gìn giữ" bởi gia đình. Margaret Nydell, trong cuốn sách của cô ấy Hiểu người Ả Rập: Một Hướng dẫn cho Thời hiện đại, viết rằng "lòng trung thành và nghĩa vụ gia đình được ưu tiên hơn sự trung thành với bạn bè hoặc nhu cầu của công việc". Cô ấy nói rằng "Các thành viên trong gia đình được mong đợi sẽ hỗ trợ lẫn nhau trong các vụ tranh chấp với người ngoài. Bất kể những ác cảm cá nhân trong họ hàng, họ phải bảo vệ danh dự của nhau, chống lại sự chỉ trích, và thể hiện sự gắn kết của nhóm..." Của tất cả thành viên trong gia đình, và tôn kính nhất chính là người mẹ.
Tiếng nói Ả Rập Thế giới Ả Rập chịu ảnh hưởng của đạo Hồi và nó thực hiện ngay cả khi không phải tất cả người Ả rập đều là người Hồi giáo. Trong xã hội Ả Rập, thông thường người nói có thể bao gồm các phước lành và tục ngữ trong khi nói chuyện để thêm "vị" cho câu nói của họ.

## Ẩm thực

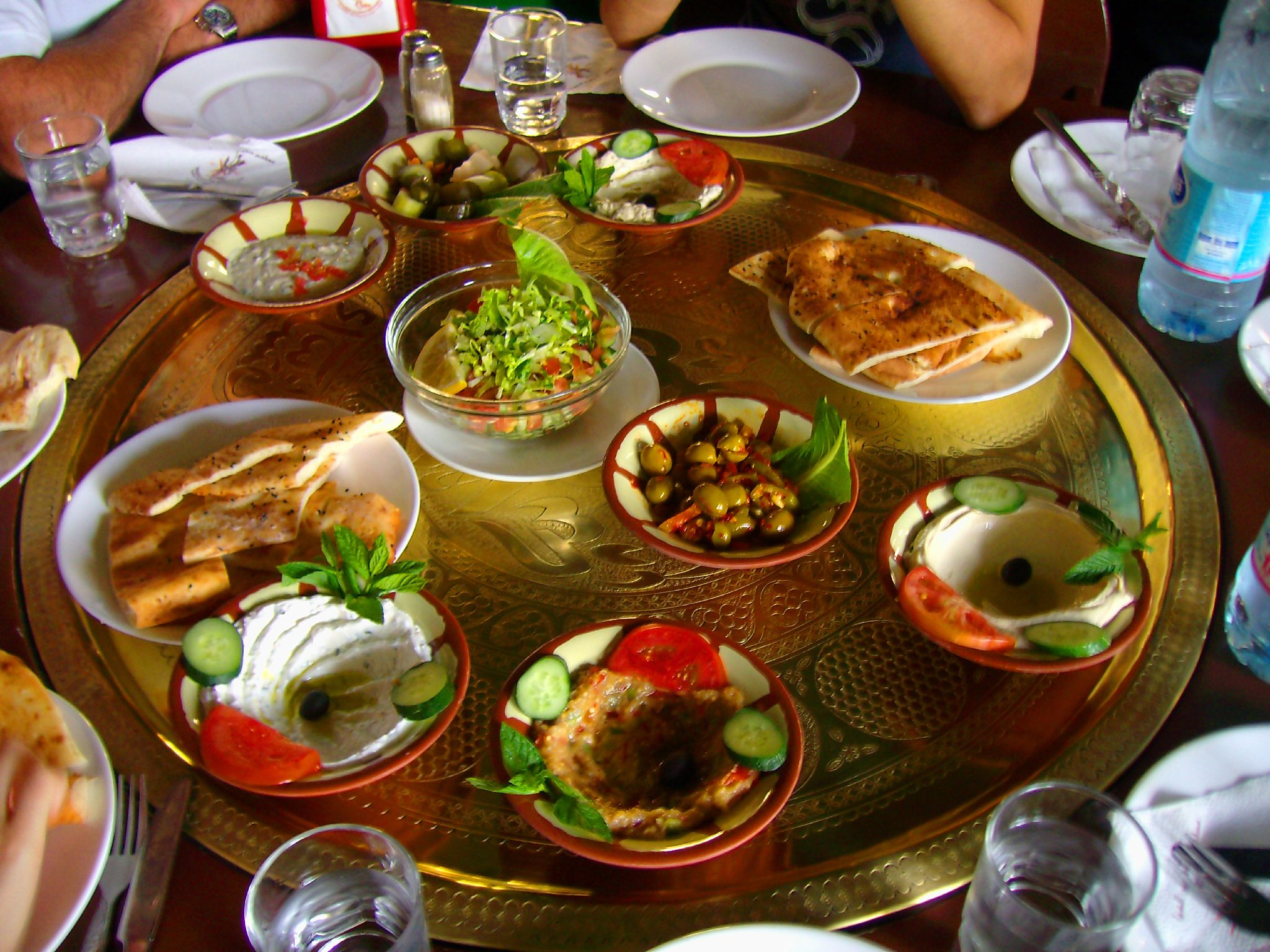
Một lựa chọn mezze của người Jordan, các món khai vị hoặc những đĩa ăn nhỏ, ở Petra, Jordan.

Ban đầu, người Ả Rập ở bán đảo Ả Rập chủ yếu dựa vào chế độ ăn kiêng gồm chà là, lúa mì, lúa mạch, gạo và thịt, ít sự đa dạng, và nhấn mạnh nhiều đến các sản phẩm sữa chua, như leben (لبن) (sữa chua không bơ béo). Ẩm thực Ả Rập ngày nay là kết quả của sự kết hợp của các món ăn phong phú đa dạng, bao gồm thế giới Ả rập và kết hợp với Lebanon, Ai Cập và một vài chỗ. Nó cũng đã bị ảnh hưởng ở một mức độ bởi các món ăn của Ấn Độ, Thổ Nhĩ Kỳ, Berber, và những nơi khác. Trong một gia đình Ả Rập tầm trung ở vùng Vịnh Ba Tư, một du khách có thể mong đợi một bữa ăn tối gồm một đĩa lớn, được chia sẻ chung, với một núi gạo, kết hợp thịt cừu hoặc thịt gà, hoặc cả hai, như các món ăn riêng, với nhiều loại rau hầm, nhiều gia vị, đôi khi với nước xốt cà chua. Rất có thể, sẽ có một vài thứ ở bên cạnh, ít lành mạnh hơn. Trà chắc chắn sẽ đi kèm với bữa ăn, vì nó gần như là được tiêu thụ liên tục. Cà phê cũng có thể sẽ được bao gồm.
Văn hoá trà Trà là một thức uống rất quan trọng ở Ả Rập, nó thường được phục vụ với bữa sáng, sau bữa trưa, và với bữa tối. Đối với trà Ả Rập là thức uống khách sạn để phục vụ khách. Người Ả rập cũng thường uống trà với chà là.

## Trang phục

### Đàn ông
Trang phục Ả Rập cho nam giới từ những chiếc áo choàng truyền thống đến những chiếc quần jean xanh, áo thun và bộ vest kinh doanh. Áo choàng cho phép lưu thông không khí tối đa khắp cơ thể để giữ cho nó mát, và chiếc mũ của trang phục bảo vệ khỏi ánh nắng mặt trời. Đôi khi, người Ả Rập kết hợp quần áo truyền thống với quần áo bình thường.

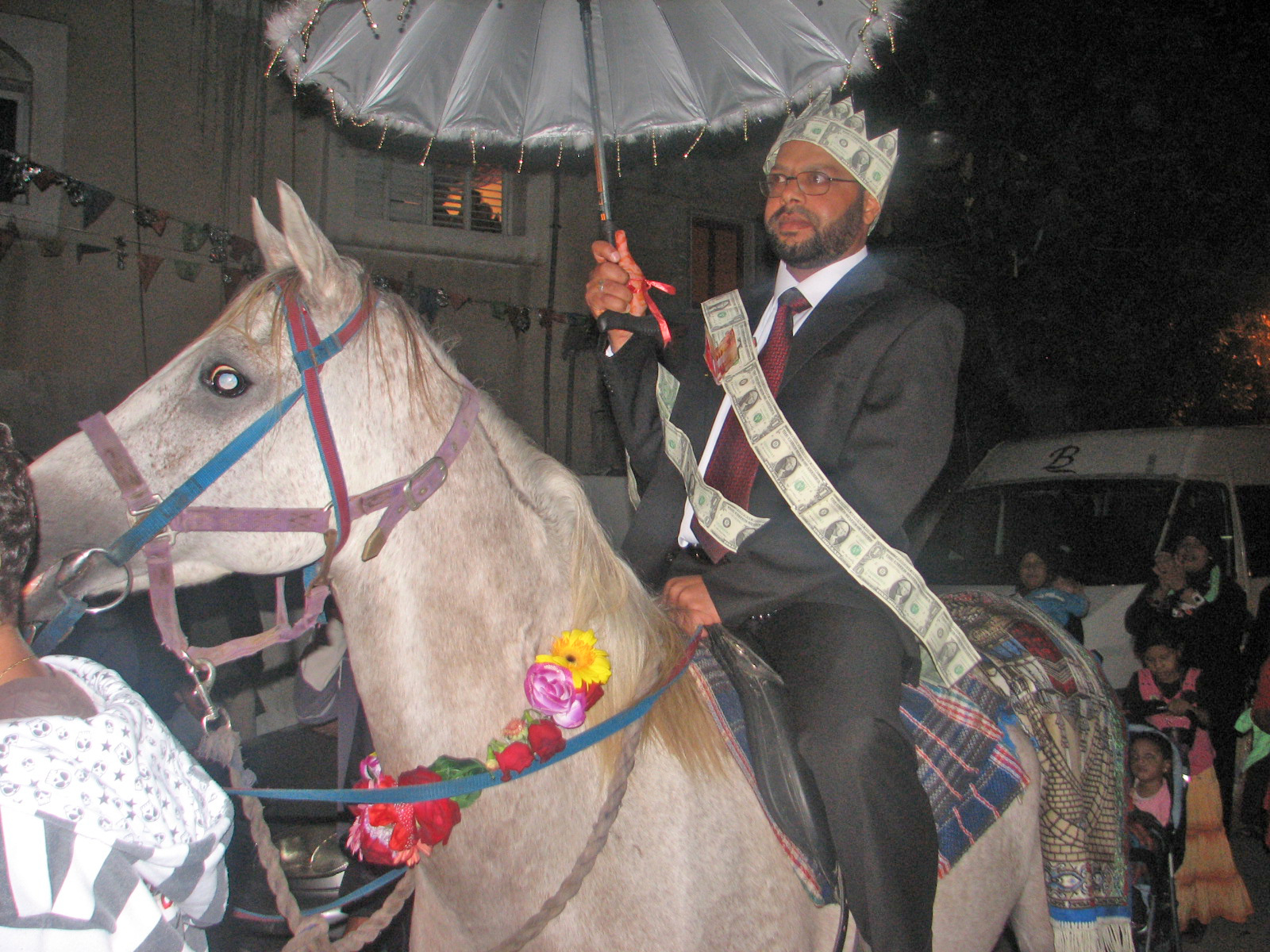
Phương tiện di chuyển trong đám cưới ở Jisr the-Zarqa, Israel

### Phụ nữ
Sự tuân thủ trang phục truyền thống khác nhau giữa các xã hội Ả Rập. Saudi Ả Rập thì truyền thống hơn, còn Ai Cập thì ít hơn. Trang phục Ả Rập truyền thống có đặc trưng che phủ toàn bộ chiều dài cơ thể (abaya, jilbāb, hoặc chador) và khăn trùm đầu (hijab). Phụ nữ được yêu cầu phải mặc abayas ở Saudi Arabia. Ở hầu hết các quốc gia, như Kuwait, Libăng, Libya, Jordan, Syria và Ai Cập, khăn trùm đầu không phổ biến lắm.